# اکورن‌ساکولر، اولاس
اکورن‌ساکولر، اولاس (به لاتین: Akörensöküler, Ulus) یک منطقهٔ مسکونی در ترکیه است که در استان بارتین واقع شده‌است.

## خصوصیات
اکورن‌ساکولر ۴۲۱ نفر جمعیت دارد.